# トー・ラム

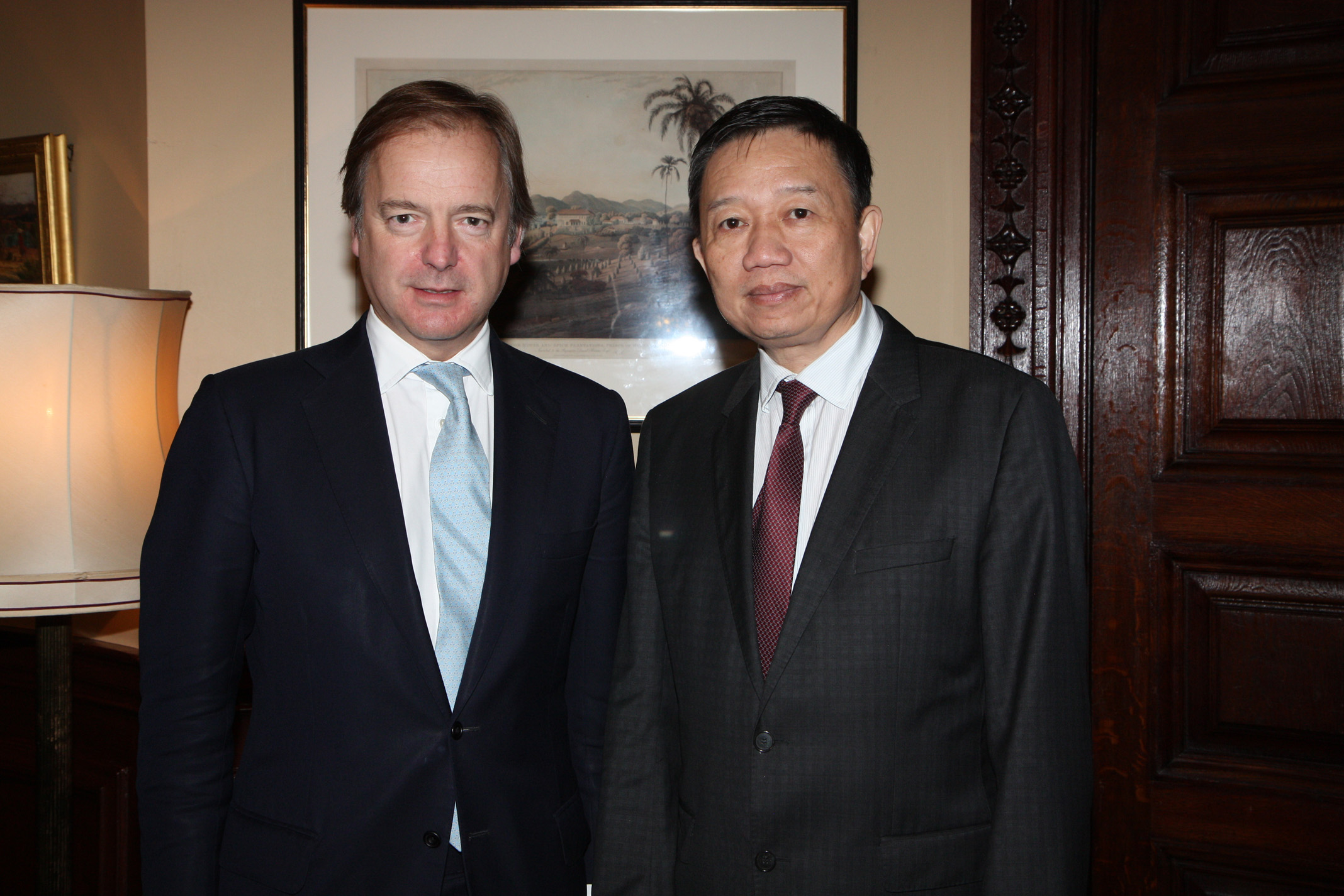
2012年のトー・ラム（右）

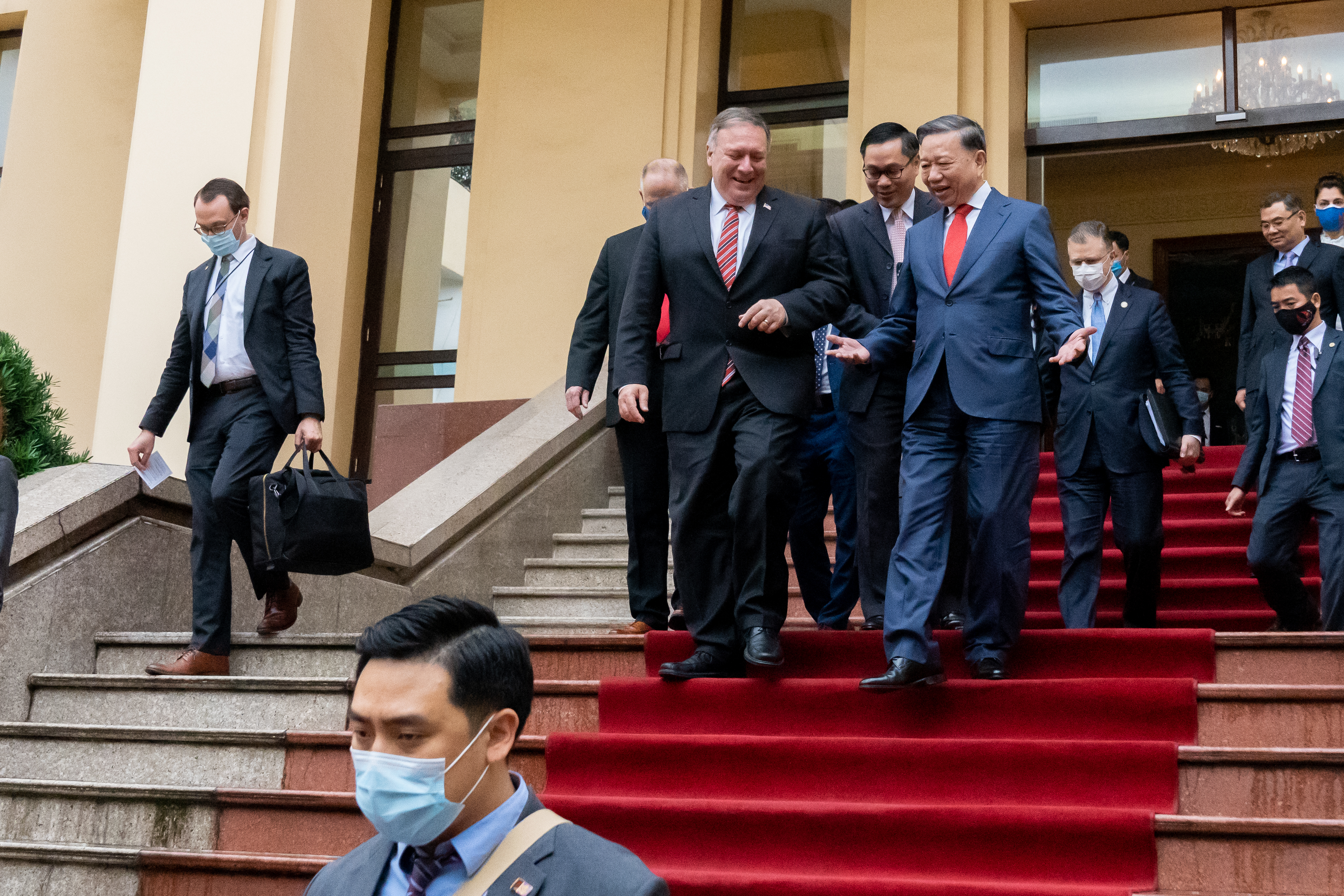
マイク・ポンペオ国務長官（中央左）と会話中のトー・ラム（2020年）

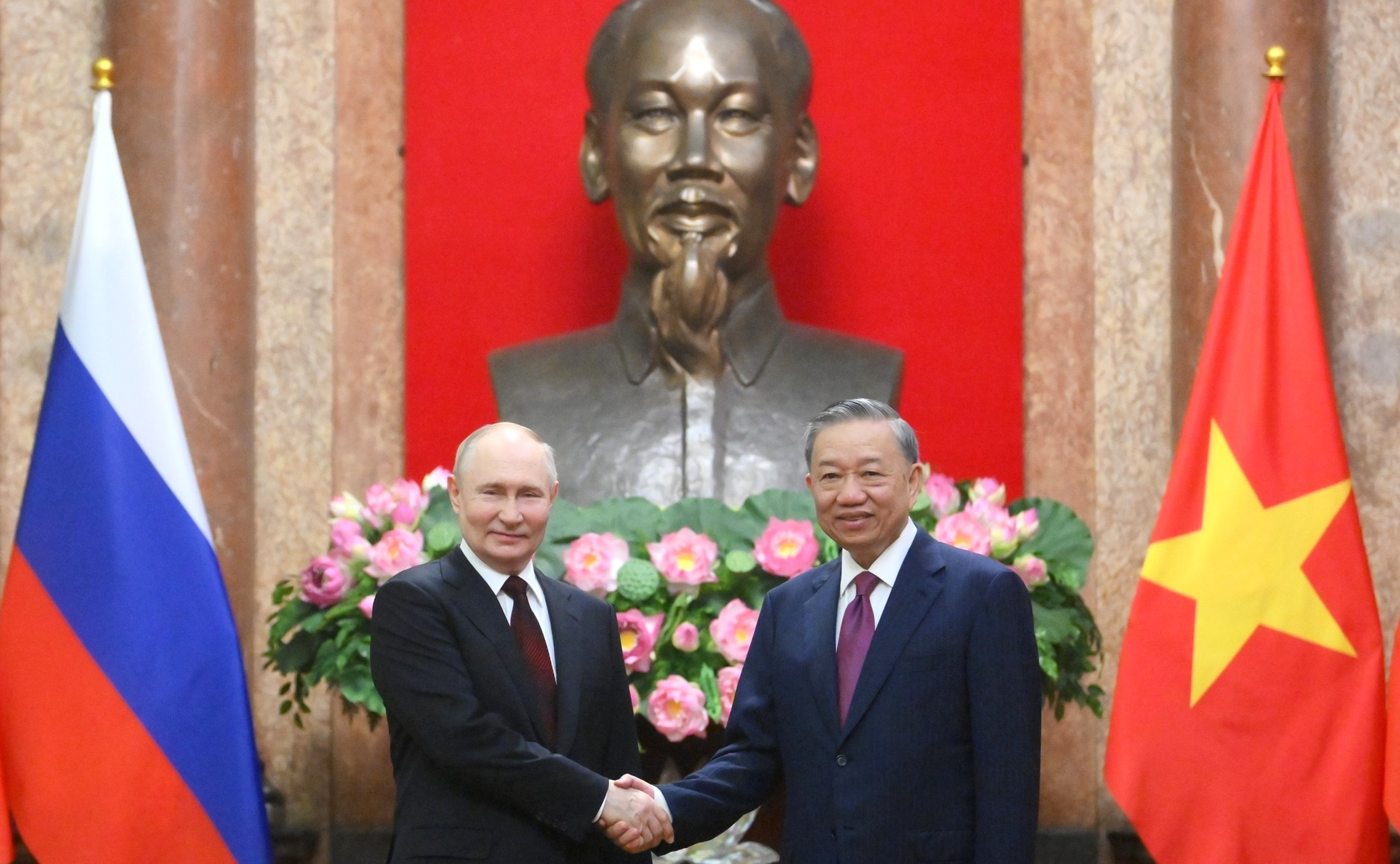
ロシアのウラジーミル・プーチン大統領（左）と（2024年）

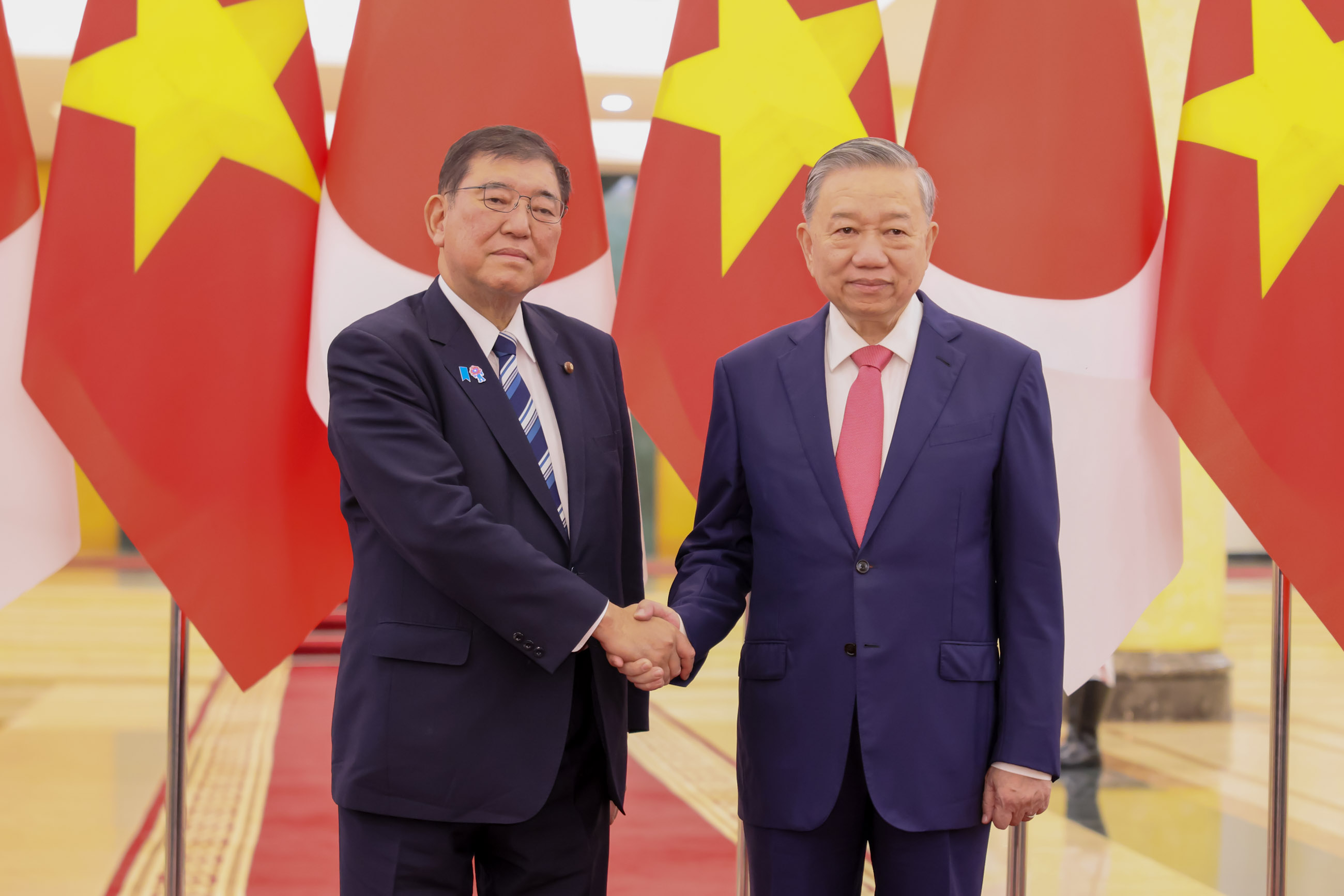
日本の石破茂総理大臣と（2025年）

トー・ラム（蘇林、ベトナム語：Tô Lâm、1957年7月10日 - ）は、ベトナムの政治家。
ベトナム共産党中央執行委員会書記長兼中央軍事委員会書記、政治局員、法学博士。
2011年からベトナム共産党中央執行委員会にメンバー入りし、2016年から政治局員となった。2016年から2024年まで公安部長（ベトナム人民公安大将）を務め、2024年5月22日から10月21日まで国家主席に就任した。
2024年5月20日開会の国会での手続きを経て、国家元首である国家主席に就任。グエン・フー・チョン書記長と共に2020年代の反汚職政策を実行し、国家主席であったグエン・スアン・フックやヴォー・ヴァン・トゥオンを失脚させた。2024年にはグエン・フー・チョンの死に伴い、ベトナム共産党中央執行委員会書記長（同国の最高指導者）を兼任。

## 経歴

### 前半生
ベトナム民主共和国下だったフンイエン省に生まれる。父はベトナム人民軍英雄を受勲されたトー・クエン大佐で、ハイフン省警察署長を務めた。1966年から1975年まで、南北ベトナム統一の処理のボランティアとして、南ベトナムを訪れた。ベトナム人民安全保障アカデミーで法律学を学び、哲学博士を取得。1981年にベトナム共産党へ入党。
2006年、ラムは公安省安全保障局の副局長に任命された。2011年に共産党中央警察委員会書記に就任し、2014年9月16日にラムは、チュオン・タン・サン国家主席によって大佐に昇進。2016年1月には公安副大臣に就任し、2016年にはチャン・ダイ・クアン国家主席（当時）によって、公安大臣に任命された。
2016年4月27日、トー・ラムはベトナム共産党の腐敗防止に関する中央運営委員会の副委員長を兼任するために政治局によって任命された。副委員長として在職して以降、チョン書記長の右腕として反汚職による調査、起訴などを担当し、指揮してきた。2017年に初の欧州外遊としてスロバキアを訪問。ロベルト・フィツォ首相やロベルト・カリナック内務相と会談し、ベトナム公安省とスロバキア内務省の犯罪に関する協定を結んだ。2019年に訪韓し、李洛淵首相と犯罪協定に関する会談を行った。
同年1月29日、ラムは、ベトナム人民軍総政治部長のルオン・クオン将軍と共に、チョン書記長によって中将から将軍に昇進した。
2020年、ラムはラオスやブルネイなどの周辺諸国を訪問し、ラオスのトンルン・シースリット首相（当時）と会談を行い、安全保障協定を実施する計画に署名した。同年10月30日にラムは、米越外交関係樹立25周年を機にマイク・ポンペオ国務長官が率いる米国訪問団と会談を行い、安全保障上での協力を約束した。
2021年1月30日、ラムはチョン書記長によってベトナム共産党第13期中央執行委員会委員に選出された。翌日には、ベトナム共産党中央執行委員会政治局メンバーとなる。

### 金箔ステーキ論争
2021年11月6日には、ラムはCOP26に出席するために訪英。ロンドンにある塩振りおじさんことヌスレット・ギョクチェのステーキレストラン「ヌスレット」で、ギョクチェが金箔で包んだ骨付きステーキに塩を振った後、ナイフに刺した肉をラムに食べさせる動画がFacebookで拡散され、ネットで炎上した。当時はコロナ禍で国民が苦しんでいるにも拘らず、党幹部が贅沢にしていることに国民は怒りを露わにした。
Facebookに拡散された動画は公開から30分後に削除された。2021年11月16日、ダナンの麺屋台を営んでいた当時39歳の男性であったブイ・トゥアン・ラムは、ギョクチェの塩振り姿を模倣したビデオをFacebookに投稿した後、指名手配された。2022年9月7日、ブイ・トゥアン・ラムは麺屋台で国家に対する侮辱罪で警察当局に逮捕された。男性は5年半の懲役と4年間の執行猶予を宣告された。

### 外交
2023年4月9日から4月10日まで、ラムはインドへ外遊した。インドの国家安全保障顧問アジット・クマール・ドバルとの会談で、双方は安全保障上での貢献などの問題において、ベトナムとインドの包括的な戦略的パートナーシップをさらに深めることを約束した。
同年5月19日から5月22日までイランを訪問し、アフマド・ヴァヒーディー内相、モハンマド・モフベル第一副大統領及びアミーン・ホセイン・ラヒーミー法務相と犯罪人引渡し条約に交渉を行い、署名した。アフマド・レザ・ラダン警察庁副長官と、ベトナム・イラン間での麻薬犯罪やサイバー犯罪の取締を強化していくことを確認した。

### 国家主席（2024年5月-10月）
2024年5月22日に国会で国家主席就任が承認された。2024年6月19日、ロシアのウラジーミル・プーチン大統領がベトナムを訪問した際、チョン書記長と共に関係強化についての会談を行った。プーチン大統領は2022年ロシアのウクライナ侵攻でベトナムが均衡な外交を行っていることを称賛した。
2024年7月18日、ベトナム共産党はチョン書記長が病気治療に専念し、代わりにラムが党中枢を統括することを決定した。翌日、チョン書記長はラムを書記長代行に指名した状態で死去したが、あくまで暫定的な職務代行であり、正式に書記長代理には就任していない。
2024年7月25日に行われるチョン書記長の国葬で、ラムが葬儀委員長を務めることとなった。国葬では、「チョン書記長は極めて卓越した指導者であり、ホーチミン主席の思想、道徳を見習うことで輝かしいお手本となっています。同国は卓越した指導者、世界の共産主義運動は洞察力が鋭い同志、国際社会は堅実で親しい友人、遺族と故郷のドンホイ村は大切な人を失った。チョン書記長は同国の社会主義への道に対する信頼を強め、今日の世界の共産主義運動に重要な貢献をしています。」とラムが弔辞を読み上げた。
同年10月21日には書記局常務であったルオン・クオンを国家主席に昇格させ、ラムはベトナム共産党中央執行委員会書記長専任となる。

### 党書記長（2024年-）
2024年8月3日朝に行われた第13期ベトナム共産党中央執行委員会臨時会議で、チョン書記長の後任として、ラムがベトナムの最高指導者にあたる共産党中央執行委員会第8代書記長兼党中央軍事委員会書記に選出された。書記長の任期は2026年1月に行われる第14回党大会までである。
ラムは同日に行われた会見で、チョン書記長が行っていた全方位外交の姿勢「竹外交」と反汚職政策を踏襲する考えを示している。